# David V. Ragone
David Vincent Ragone (* 16. Mai 1930 in New York City; † 20. März 2023 in Hingham, Massachusetts) war ein US-amerikanischer Metallurg. Die größte Bekanntheit erlangte er durch das nach ihm benannte Ragone-Diagramm.

## Leben
Ragone studierte Metallurgie am Massachusetts Institute of Technology (MIT), wo er 1951 den Bachelor of Science und 1952 den Master of Science erwarb. 1953 schloss er sein Studium mit einem Ph.D. (Doctor of Science) ab. Im selben Jahr begann er an der University of Michigan zuerst als Associate Professor und später als Professor zu unterrichten. Er spezialisierte sich auf die Bereiche Thermodynamik, Chemieingenieurwesen und Metallurgie. Während seiner Arbeit dort wurde er 1957 von der Engineering Society of Detroit zum „herausragenden Jungingenieur“ ernannt.
Von 1962 bis 1967 arbeitete er bei General Atomics, einer Tochtergesellschaft des Rüstungskonzerns General Dynamics. Dort war er Vorsitzender des Bereichs für Materialforschung. Sein Forschungsschwerpunkt waren Materialuntersuchungen zur Entwicklung eines gasgekühlten Nuklearreaktors.
Im Anschluss lehrte Ragone wieder Metallurgie an einer Forschungsuniversität, diesmal an der Carnegie Mellon University in Pittsburgh, Pennsylvania. Nachdem er von 1970 bis 1972 für kurze Zeit Dekan der Thayer School of Engineering am Dartmouth College war, kehrte er schließlich zurück an die University of Michigan, wo er zum Dekan der Fakultät für Ingenieurwesen ernannt wurde.  Von 1980 bis 1987 war Ragone Präsident der Case Western Reserve University, einer Forschungsuniversität im Bundesstaat Ohio. 1988 wechselte er zum MIT, wo er Thermodynamik und Physikalische Chemie lehrte.
Dort widmete er sich persönlich der Materialforschung und veröffentlichte wissenschaftliche Berichte. Er saß zudem im Beirat verschiedener Unternehmen, unter anderem der Cabot Corporation und der Mitre Corporation. Das Ragone-Diagramm zum Vergleich unterschiedlicher Energiespeicher wurde nach ihm benannt.